# Districtul Tha Phae
Tha Phae (în thailandeză ท่าแพ) este un district (Amphoe) din provincia Satun, Thailanda, cu o populație de 24.991 de locuitori și o suprafață de 197,25 km².

## Componență
Districtul este subdivizat în 4 subdistricte (tambon), care sunt subdivizate în 28 de sate (muban).
| Nr. | Nume     | În thailandeză | Sate | Locuitori | Area (km²) |  |
| --- | -------- | -------------- | ---- | --------- | ---------- |  |
| 1.  | Tha Phae | ท่าแพ           | 9    | 8,570     | 57.62      |  |
| 2.  | Paera    | แป-ระ          | 6    | 5,116     | 36.94      |  |
| 3.  | Sakhon   | สาคร           | 7    | 7,018     | 67.18      |  |
| 4.  | Tha Ruea | ท่าเรือ          | 6    | 4,287     | 50.21      |  |